# Stade de Gerland
Stade de Gerland – stadion sportowy w Lyonie – należący do miasta – o pojemności 42 094 miejsc (41 044 siedzących i 1050 stojących), na którym od maja 1926 do grudnia 2015 wszystkie swoje mecze rozgrywał Olympique Lyon, po czym przeniósł się na nowo powstały stadion Parc OL.
Jego budowę rozpoczęto w 1913 – według projektu znanego architekta Toniego Garniera – jednak na czas trwania I wojny światowej wszelkie roboty zawieszono. Oficjalnie oddano go do użytku w 1920.
Na obiekcie tym rozgrywano spotkania trzech wielkich imprez piłkarskich Mistrzostw Europy'1984, Mistrzostw Świata'1998 oraz Pucharu Konfederacji'2003.
26 czerwca 2003 w 71 minucie półfinałowego meczu Pucharu Konfederacji, pomiędzy Kamerunem, a Kolumbią doszło do tragedii. Reprezentant Kamerunu Marc-Vivien Foé zemdlał na boisku i zmarł po przewiezieniu do szpitala.